# Ignacio González (ur. 1982)
Ignacio María "Nacho" González Gatti (ur. 14 maja 1982 w Montevideo) – urugwajski piłkarz występujący na pozycji pomocnika w Club Nacional de Football.

## Kariera klubowa
Swoją karierę piłkarską González rozpoczynał w urugwajskim Danubio, barwy którego reprezentował w 170 ligowych spotkaniach, w których zdobył 45 bramek. Z tym klubem dwukrotnie został mistrzem kraju. Pierwszy raz uczynił to w sezonie 2003/2004, zaś drugi raz w sezonie 2006/2007. W roku 2008 Urugwajczyk został wypożyczony do AS Monaco, gdzie zaliczył pięć ligowych występów oraz strzelił jedną bramkę. Następnie podpisał kontrakt z hiszpańską Valencią.
Niedługo po transferze, 1 września 2008 roku został wypożyczony do angielskiego Newcastle United. W zespole tym zadebiutował 13 września w przegranym 2:1 meczu z Hull City. Dwa tygodnie później, po dwóch występach w klubie Urugwajczyk doznał kontuzji ścięgna Achilessa, która wykluczyła go z gry na cztery miesiące. Przez cały sezon rozegrał w Newcastle dwa spotkania i w maju powrócił do Hiszpanii.
W styczniu 2010 roku został wypożyczony do Lewadiakosu, a latem 2010 do Levante UD z Walencji. W 2011 roku przeszedł do Standardu Liège. Od 3 sierpnia 2013 roku jest zawodnikiem Club Nacional de Football.

## Kariera reprezentacyjna
W reprezentacji Urugwaju zadebiutował w roku 2006 w przegranym 2:1 spotkaniu z Anglią. Rok później znalazł się w składzie Urugwaju na Copa América. Na tym turnieju zajął wraz z reprezentacją 4. miejsce, w półfinałowym spotkaniu z Brazylią jego drużyna przegrała 5:4 w rzutach karnych a on sam strzelił swojego karnego. Dotychczas w barwach narodowych zaliczył ponad 15 występów.